# Atletisme als Jocs Olímpics d'estiu de 1908 - 5 milles masculines

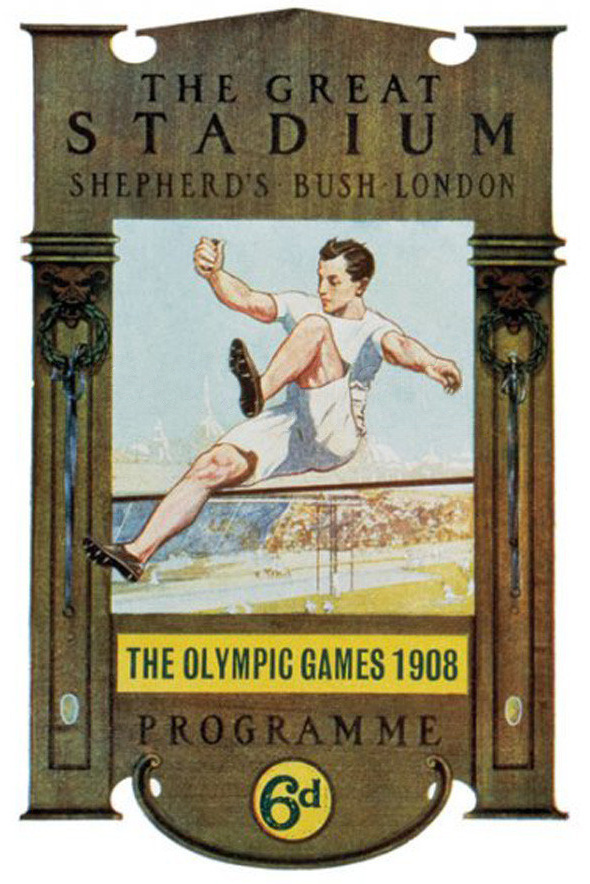
Cartell dels Jocs Olímpics d'estiu de 1908.

Les 5 milles masculines va ser una de les proves disputades durant els Jocs Olímpics de Londres de 1908. La cursa es va disputar el 15 i 18 de juliol de 1908, amb la participació de 36 atletes en representació de 14 països. Es van disputar sis sèries preliminars, en què el vencedor de cadascuna d'elles i els quatre millors temps passava a la final. Aquesta va ser la darrera ocasió en què es disputà aquesta cursa, ja que en futurs Jocs Olímpics fou substituïda pels 5000 i 10.000 metres.

## Medallistes
| Or               | Plata             | Bronze              |
| Emil Voigt (GBR) | Edward Owen (GBR) | John Svanberg (SWE) |

## Rècords
Aquests eren els rècords del món i olímpic que hi havia abans de la celebració dels Jocs Olímpics de 1908.
| Rècord del Món | 24:33.2 | Alfred Shrubb | Stamford Bridge (GBR) | Maig de 1904 |
| Rècord Olímpic | 26:11.8 | Henry Hawtrey | Atenes (GRE)          | 1906         |

John Svanberg, amb un temps de 25' 46.2" va batre el rècord olímpic en la primera sèrie eliminatòria. Aquest rècord fou millorat en la final per Emil Voigt amb un temps de 25' 11.2". Fins a quatre atletes van rebaixar el temps de Svanberg en la final.

## Resultats

### Sèries
Totes les sèries es van córrer el 15 de juliol de 1908.
Sèrie 1
Ragueneau es retirà al pas pel primer quart de milla, mentre Coales ho feia quan duia unes quatre milles (6 km). Hefferon liderà la cursa la primera part de la cursa, abans no fou superat per Svanberg.
Passos intermedis: 1 milla 4:52.0, 2 milles 10:02.8, 3 milles 15:10.4, 4 milles 20:29.4
| Posició | Atleta           | País        | Temps      |
| ------- | ---------------- | ----------- | ---------- |
| 1       | John Svanberg    | Suècia      | 25:46.2    |
| 2       | Charles Hefferon | Sud-àfrica  | 26:05.0    |
| 3       | George Blake     | Australàsia | desconegut |
| —       | William Coales   | Regne Unit  | DNF        |
| —       | Gaston Ragueneau | França      | DNF        |

Sèrie 2
Voigt trenca la cursa al pas per les quatre milles i guanya fàcilment.
Passos intermedis: 1 milla 5:06.2, 2 milles 10:40.0, 3 milles 16:06.0, 4 milles 21:16.0
| Posició | Atleta                | País          | Temps   |
| ------- | --------------------- | ------------- | ------- |
| 1       | Emil Voigt            | Regne Unit    | 26:13.4 |
| 2       | Frederick Bellars     | Estats Units  | 26:45.0 |
| 3       | Pericle Pagliani      | Itàlia        | 26:56.4 |
| 4       | Kjeld Nielsen         | Dinamarca     | 27:04.8 |
| —       | Willem Wakker         | Països Baixos | DNF     |
| —       | Georgios Koulouberdas | Grècia        | DNF     |
| —       | Edward Dahl           | Suècia        | DNF     |

Sèrie 3
Landqvist lidera la cursa de cap a fi, augmentant a poc a poc les diferències respecte als rivals.
Passos intermedis: 1 milla 5:07.6, 2 milles 10:32.6, 3 milles 15:53.4, 4 milles 21:26.2
| Posició | Atleta           | País          | Temps   |
| ------- | ---------------- | ------------- | ------- |
| 1       | Seth Landqvist   | Suècia        | 27:00.2 |
| 2       | Edward Carr      | Estats Units  | 27:24.4 |
| 3       | Julius Jørgensen | Dinamarca     | 28:08.8 |
| 4       | Charles Hall     | Estats Units  | 28:24.0 |
| 5       | Paul Nettelbeck  | Alemanya      | 28:31.6 |
| —       | Wilhelmus Braams | Països Baixos | DNF     |

Sèrie 4
Murphy lidera la cursa de cap a fi.
Passos intermedis: 1 milla 4:49.6, 2 milles 9:59.8, 3 milles 15:12.4, 4 milles 20:31.4
| Posició | Atleta            | País          | Temps   |
| ------- | ----------------- | ------------- | ------- |
| 1       | James Murphy      | Regne Unit    | 25:59.2 |
| 2       | Frederick Meadows | Canadà        | 26:16.2 |
| 3       | Georg Peterson    | Suècia        | 26:50.4 |
| 4       | Paul Lizandier    | França        | 27:10.8 |
| —       | Joe Deakin        | Regne Unit    | DNF     |
| —       | John Tait         | Canadà        | DNF     |
| —       | Jacques Keyser    | Països Baixos | DNF     |

Sèrie 5
Fitzgerald, Robertson i Stevenson lluiten aferrissadament en la primera milla, però a partir d'aleshores Robertson trenca la cursa.
Passos intermedis: 1 milla 4:52.8, 2 milles 10:02.6, 3 milles 15:18.4, 4 milles 20:37.4
| Posició | Atleta             | País          | Temps   |
| ------- | ------------------ | ------------- | ------- |
| 1       | Arthur Robertson   | Regne Unit    | 25:50.2 |
| 2       | John E. Fitzgerald | Canadà        | 26:05.8 |
| 3       | Samuel Stevenson   | Regne Unit    | 26:17.0 |
| —       | Axel Wiegandt      | Suècia        | DNF     |
| —       | Joseph Lynch       | Australàsia   | DNF     |
| —       | Arie Vosbergen     | Països Baixos | DNF     |
| —       | Herbert Trube      | Estats Units  | DNF     |

Sèrie 6
Owen aconsegueix la diferència més gran de les sis sèries disputades, doblant a la resta de competidors.
Passos intermedis: 1 milla 4:46.8, 2 milles 9:56.0, 3 milles 15:19.2, 4 milles 20:51.0
| Posició | Atleta            | País       | Temps   |
| ------- | ----------------- | ---------- | ------- |
| 1       | Edward Owen       | Regne Unit | 26:12.0 |
| 2       | William Galbraith | Canadà     | 27:23.3 |
| 3       | Arnošt Nejedlý    | Bohèmia    | 28:29.8 |
| —       | Antal Lovas       | Hongria    | DNF     |

### Final
La final es va disputar el 18 de juliol de 1908.
Fitzgerald, Murphy, Owen, Svanberg, Hefferon i Voigt lideraren la cursa en algun moment del seu recorregut. Owen passà en primera posició per la primera milla amb un temps de 4:46.2. Hefferon fou el primer al pas per la segona i tercera milla (5 km) amb un temps de 9:54.2 i 15:05.6 respectivament. Després de les quatre milles (6 km) Svanberg passà al capdavant amb un temps de 20:19.2. En les dues darreres voltes Voigt esprintà per guanyar la cursa i establir un nou rècord olímpic. En haver desaparegut aquesta competició del programa olímpic el rècord continua vigent.
| Posició | Atleta             | País         | Temps      |
| ------- | ------------------ | ------------ | ---------- |
| 1       | Emil Voigt         | Regne Unit   | 25:11.2 OR |
| 2       | Edward Owen        | Regne Unit   | 25:24.0    |
| 3       | John Svanberg      | Suècia       | 25:37.2    |
| 4       | Charles Hefferon   | Sud-àfrica   | 25:44.0    |
| 5       | Arthur Robertson   | Regne Unit   | 26:13.0    |
| 6       | Frederick Meadows  | Canadà       | 26:16.2    |
| 7       | John E. Fitzgerald | Canadà       | desconegut |
| 8       | Frederick Bellars  | Estats Units | desconegut |
| 9       | Seth Landqvist     | Suècia       | desconegut |
| —       | James Murphy       | Regne Unit   | DNF        |